# 黄金少年
《黄金少年》（日语：ゴールド・ボーイ），2024年日本悬疑剧情片，改编自中国作家紫金陈小说《坏小孩》，由北京海润影业股份有限公司、北京卓然影业日本子公司TEAM JOY株式会社出品，金子修介导演，港岳彦编剧，冈田将生、羽村仁成主演。本片在第36届东京国际电影节全球首映，于2024年3月8日在日本正式上映。

## 剧情
「本应该是完美犯罪，却没想到偶然间被少年们目击了……」在冲绳海边玩耍的三个少年，无意间拍摄到了富家女婿東昇（冈田将生饰）从悬崖上推下岳父母的画面，13岁的安室朝阳（羽村仁成饰）因家庭际遇走投无路下，與好友上間浩（前出燿志飾）和上間夏月（星乃安娜飾）策划胁迫東昇谋取巨款。杀人犯和少年们的心理攻防战正式展开。

## 演员
| 演员     | 角色     | 原作角色 | 介绍                               |
| -------- | -------- | -------- | ---------------------------------- |
| 冈田将生 | 東昇     | 张东升   | 富家女婿                           |
| 羽村仁成 | 安室朝陽 | 朱朝阳   | 13岁的中学生                       |
| 黑木华   | 安室香   | 周春红   | 安室朝陽的母亲，单亲妈妈           |
| 前出燿志 | 上間浩   | 丁浩     | 安室朝陽的小学同学                 |
| 星乃安娜 | 上間夏月 | 夏月普   | 上间浩的义妹                       |
| 松井玲奈 | 東静     | 徐静     | 東昇妻子                           |
| 北村一辉 | 打越一平 | 朱永平   | 安室朝陽的父亲，与安室香离婚后再婚 |
| 江口洋介 | 東严     | 严良     | 東静的堂兄，刑警                   |

## 主题曲
- 倖田來未「Silence」

## 外部連結
- 官方网站（日語）